# 陳芷瑩
陳芷瑩（英語：Giann Chan Tsz Ying，1994年1月31日—），香港女性模特兒、關鍵意見領袖及商人，2012年開始以關鍵意見領袖身份活躍於社交網站，其 Instagram 至2020年為止已累積超過四十幾萬位追蹤者，內容主要分享旅遊和美容資訊。
2024 年唯一一位代表中國香港參加湖南卫视|湖南衛視芒果TV《花兒綻放》節目
2025年，當選粵港澳大灣區青年協會 互聯網新經濟委員會副主席。 

## 簡歷
陳芷瑩生於香港，曾就讀於[[香港神託會培基書院]]、[[香港兆基創意書院]]、 及英國倫敦商學院。
父母在其年幼時已一直透過宣明會助養小孩，令她在耳濡目染下受到影響，長大後經常使用社交媒體平台分享參與義工服務的情況。她在取得高級文憑後回香港發展，曾獲唱片公司邀約做歌手，但因不愛唱歌而拒絕；，一邊當關鍵意見領袖，通過 Facebook、Instagram、YouTube 等主流社交網站分享旅遊和美容資訊，逐漸累積逾四十幾萬位追蹤者。
2017及2019年，陳芷瑩成為少數香港網紅分別獲邀擔任阿布扎比觀光局和日本觀光局的旅遊大使；2020年創立美容品牌「Truthis」，跟日本藥廠、瑞士美容生物科技實驗室合作研發美白丸及保濕系列產品。
2024 年唯一一位代表中國香港參加湖南卫视|湖南衛視芒果TV《花兒綻放》節目
2025年，當選粵港澳大灣區青年協會 互聯網新經濟委員會副主席。
[[Category:香港兆基創意書院校友]]

## 演出作品

### 音樂錄影帶
| 年份   | 歌曲名稱 | 演唱者 |
| ------ | -------- | ------ |
| 2015年 | 自我催眠 | 周殷廷 |

### 廣告
| 年份   | 內容                                                  |
| ------ | ----------------------------------------------------- |
| 2013年 | 澳門旅發局「感受澳門動容時刻」                        |
| 2013年 | Heroine Make                                          |
| 2014年 | 必勝客                                                |
| 2014年 | 令膚適 【電視】                                       |
| 2015年 | 艾杜紗（香港）                                        |
| 2016年 | MediLASE 激光脫毛                                     |
| 2016年 | 思捷環球「Esprit HK #IMPERFECT」                      |
| 2017年 | SK-II（香港）「#facethecamera」                       |
| 2017年 | 碧歐泉「Life Plankton Quest French Pyrenees」         |
| 2017年 | DIOR「70th Anniversary PARIS #whatwouldyoudoforlove」 |
| 2017年 | 香港賽馬會莎莎婦女銀袋日                              |
| 2018年 | 法國嬌蘭「#190yearsofcreation」                       |
| 2018年 | OWNDAYS 眼鏡                                          |
| 2018年 | 客路 × 日本環球影城                                   |
| 2019年 | 京王廣場大飯店                                        |
| 2019年 | 九州旅客鐵道「#jrkyushu_hk_campaign」                 |
| 2019年 | 日本大分縣觀光局                                      |
| 2019年 | 日本山陰山陽地區觀光局                                |

## 外部連結
- 陳芷瑩的Facebook專頁
- 陳芷瑩的Instagram帳戶
- Truthis 官方網站 （页面存档备份，存于）
- Giann Chan 陳芷瑩模特兒檔案 - DCFever.com